# 1. FC Mülheim-Styrum
1. FC Mülheim-Styrum is een Duitse voetbalclub uit Mülheim an der Ruhr. De club speelde in de jaren zeventig vier seizoenen in de tweede klasse.

## Geschiedenis
De club werd in 1923 opgericht als 1. FC Styrum, Styrum is een stadsdeel van Mülheim. In 1972 promoveerde de club naar de Regionalliga West, toen de tweede klasse. Na een achtste plaats in het eerste seizoen werd de club vierde in 1974. Na dit seizoen werd de Regionalliga afgevoerd en vervangen door de 2. Bundesliga. Door de goede notering kwalificeerde Mülheim zich hiervoor. Na een elfde plaats in 1975 degradeerde de club in 1976. Het ging stijl bergaf met de club en reeds in 1978 speelde de club in de vijfde klasse.